# 高野辰之

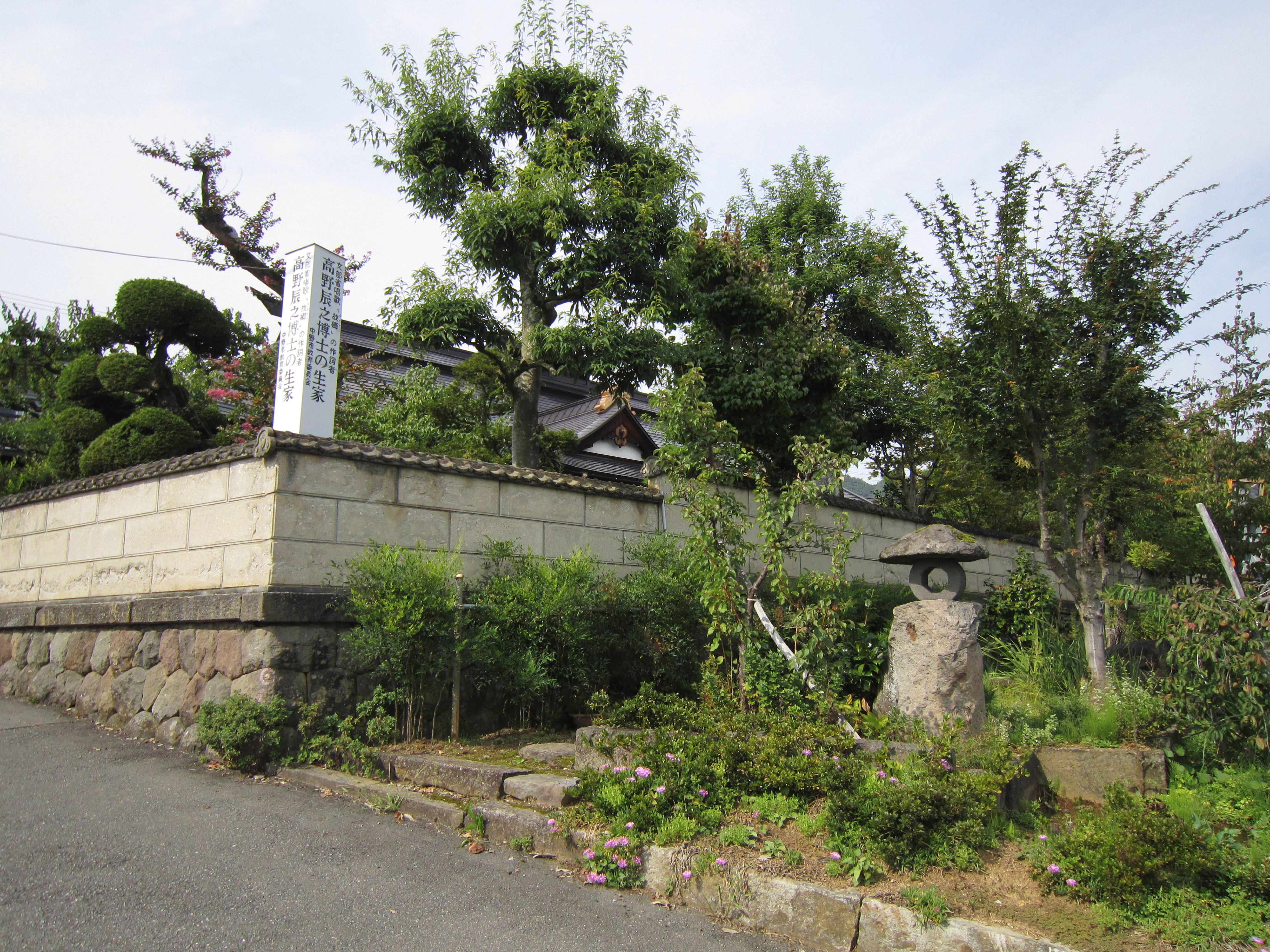
高野辰之生家（長野県中野市）

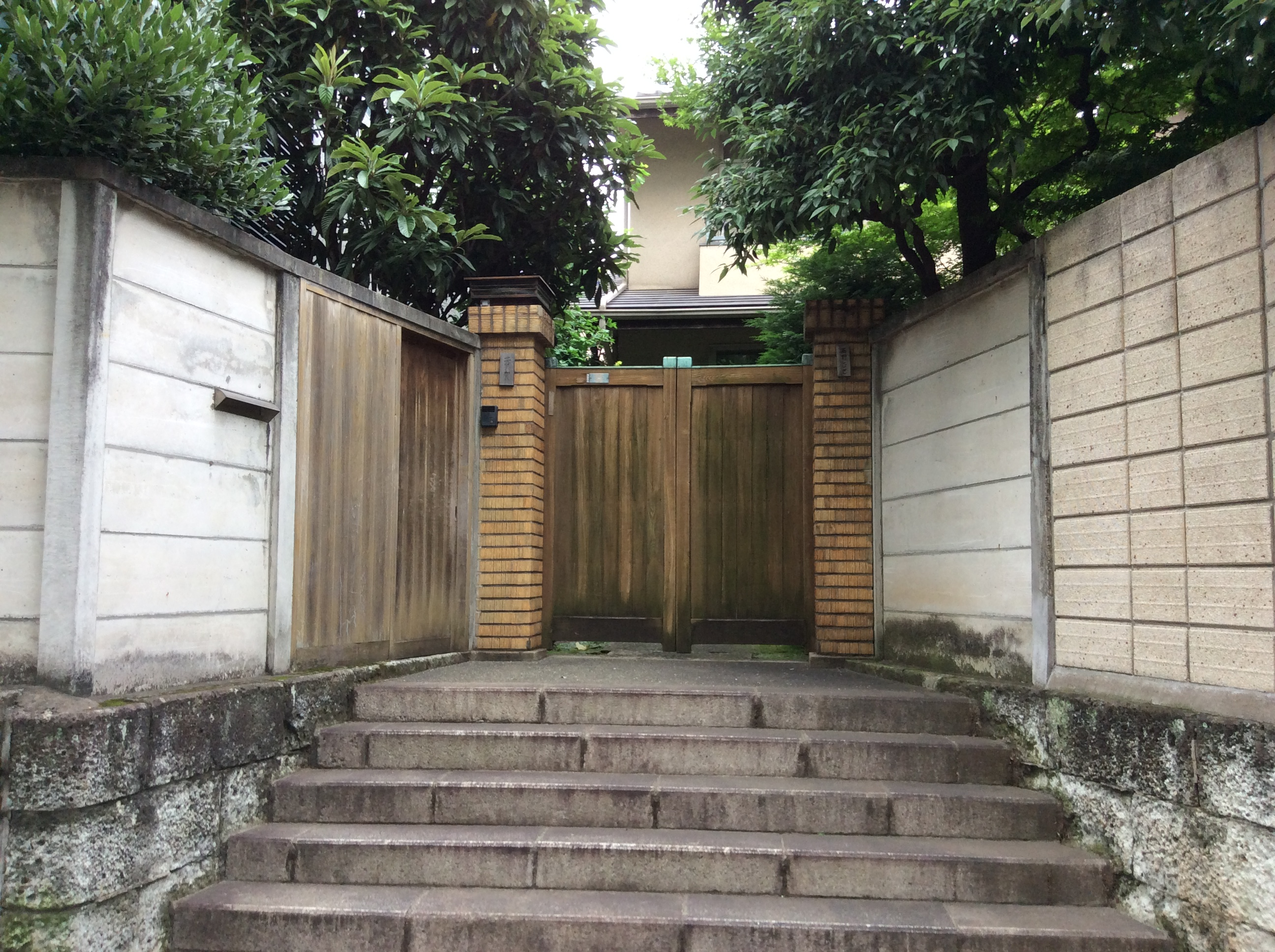
東京都渋谷区代々木にある高野辰之の住居跡（2016年7月6日撮影）

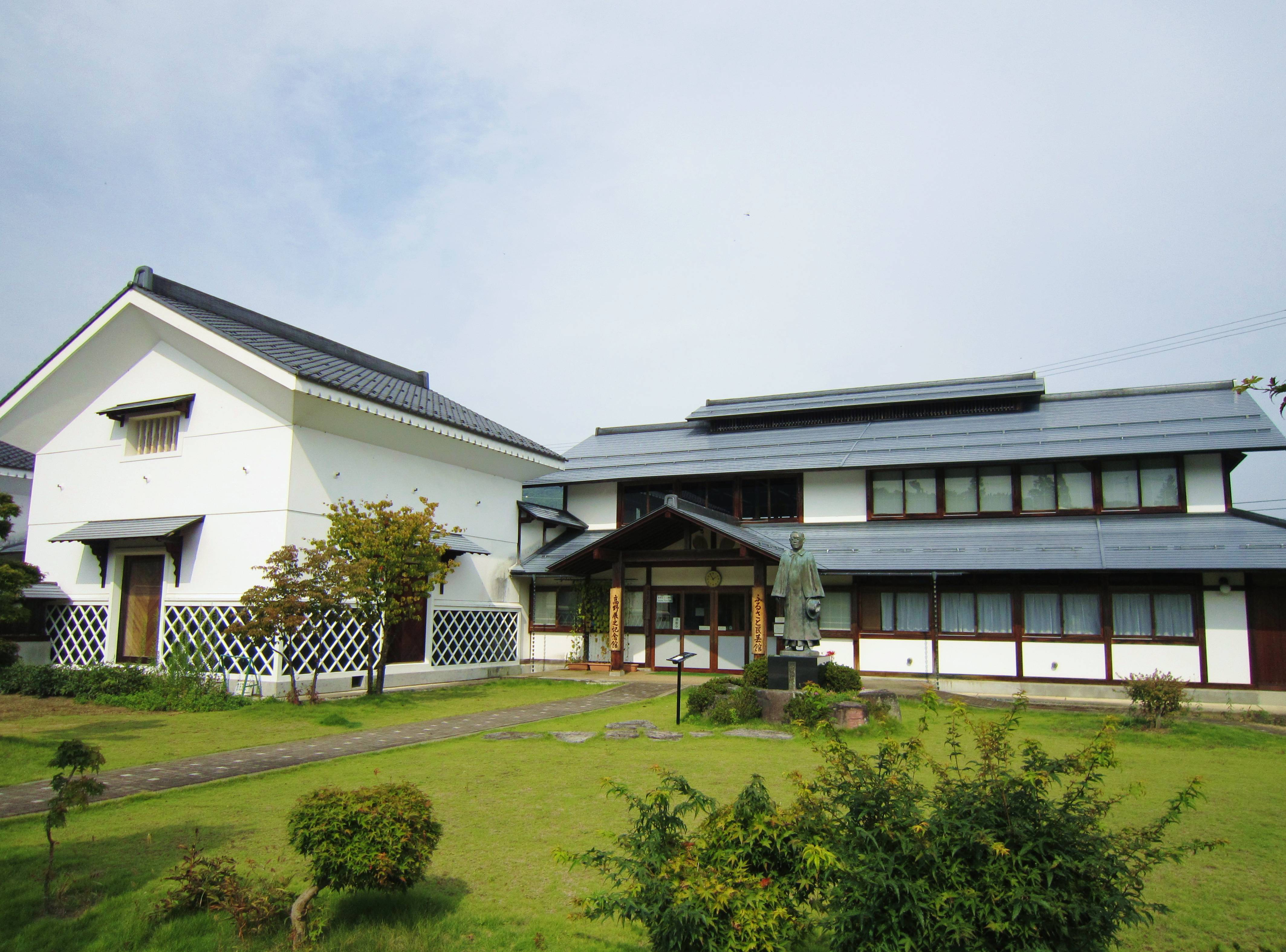
高野辰之記念館（長野県中野市）

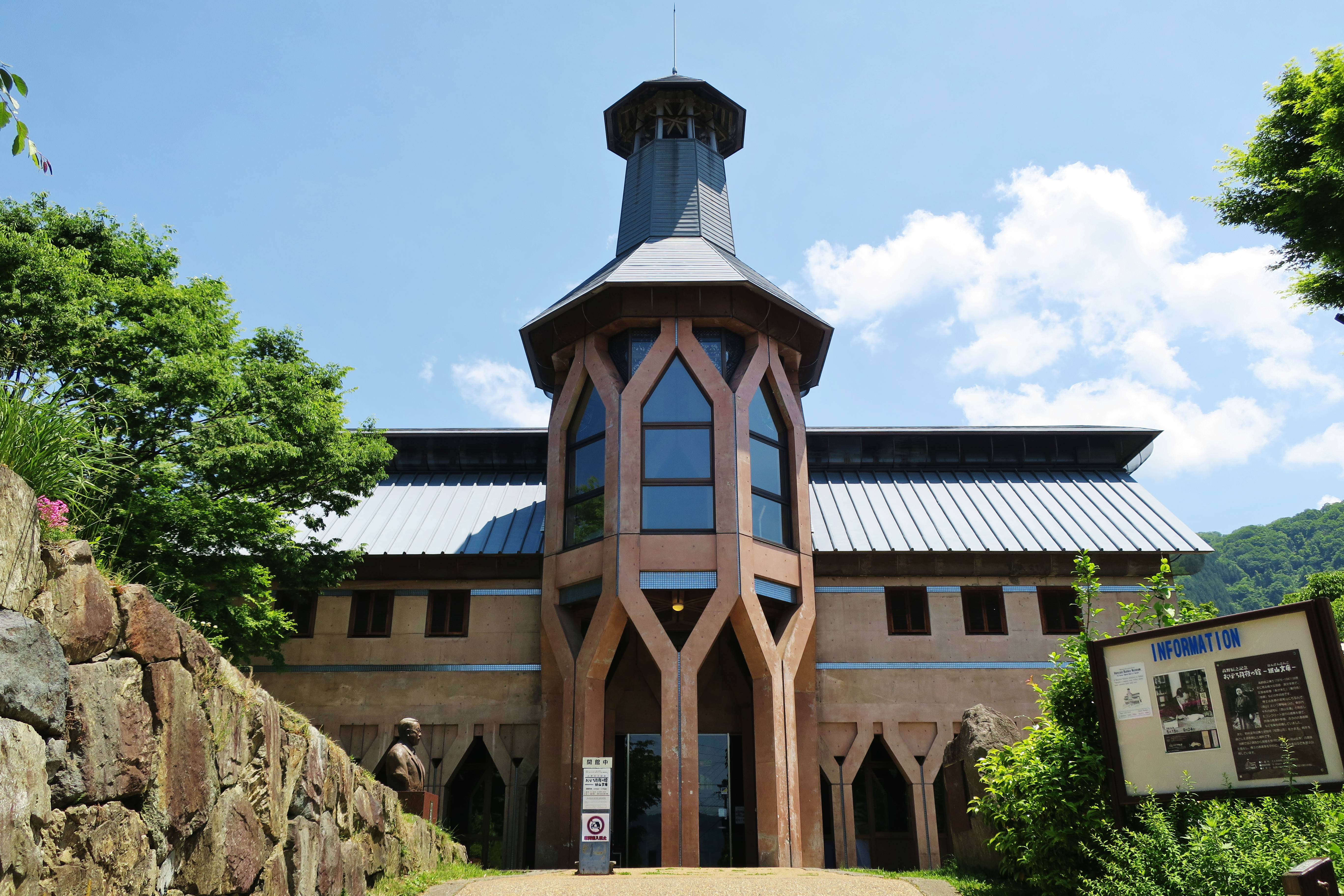
おぼろ月夜の館・斑山文庫

高野 辰之（たかの たつゆき、1876年〈明治9年〉4月14日 - 1947年〈昭和22年〉1月25日）は、日本の国文学者、作詞家。文学博士（東京帝国大学・論文博士・1925年）（学位論文「日本歌謡史」）。号は斑山（はんざん）。

## 経歴
1876年、長野県水内郡永江村（現中野市永江）の豪農の家に生まれた。1887年、豊津学校永江支校小学中等科を卒業。1890年3月、下水内高等小学校高等小学科を卒業。
1890年5月、永田尋常小学校授業生(代用教員)となった。しかし3年後の1893年、長野県尋常師範学校に入学。1897年3月には同師範学校を卒業した。1897年4月からは下水内高等小学校訓導となった。1898年6月、国語科の師範学校・尋常中学校・高等女学校教員免許状を取得。
1898年9月に上京。東京帝国大学の国語研究室で上田萬年に師事、国文学を学んだ。 
大学卒業以降の職歴
- 1900年（明治33年） - 長野県師範学校教諭兼訓導。国文学史などを教える。
- 1902年（明治35年） - 文部省国語教科書編纂委員嘱託。
- 1904年（明治37年） - 文部省属の吏員となる。
- 1908年（明治41年） - 東京音楽学校邦楽調査嘱託。
- 1909年（明治42年） - 教科用図書調査委員会第三部起草員職務補助嘱託。小学校唱歌教科書編纂委員嘱託。
- 1910年（明治43年） - 東京音楽学校教授。東京音楽学校邦楽調査掛調査員。
- 1916年（大正5年） - 文部省図書官。
- 1917年（大正6年） - 東京音楽学校邦楽調査掛主事。
- 1923年（大正12年） - 國學院大學講師。
- 1925年（大正14年） - 学位論文『日本歌謡史』を東京帝国大学に提出して文学博士[2]。
- 1926年（大正15年）3月 - 東京帝国大学講師。日本演劇史。
- 1926年4月 - 大正大学教授。
- 1928年（昭和3年） - 帝国学士院賞受賞。
- 1936年（昭和11年） - 東京音楽学校を定年退職。
- 1941年（昭和16年） - 大正大学退職。

## 研究内容・業績
国文学者としては、「国文学史」教科書、「近松門左衛門全集」、『日本歌謡史』、浄瑠璃史、日本演劇史などの業績がある。帝国学士院賞受賞。同県下高井郡豊郷村野沢温泉で没する。

## 作詞

### 唱歌
文部省編尋常小学唱歌は当初、作詞・作曲者が伏せられていたが、近年の研究により、以下のような唱歌の作詞者であることが広く知られるようになっている。特筆しない限り唱歌の作曲は岡野貞一による。
- 『故郷』
- 『朧月夜』
- 『もみじ』
- 『春がきた』
- 『春の小川』
- 『日の丸の旗』
- 『人形を迎える歌』（作曲：東京音楽学校）
- 『人形を送る歌』(作曲：島崎赤太郎）

### 校歌
- 中野区立新井小学校（作曲：信時潔）
- 中野区立谷戸小学校（作詞：信時潔）
- 専修大学（作曲：信時潔）
- 長野県長野吉田高等学校
- 松商学園高等学校
- 長野県北佐久農業高等学校
- 長野県南安曇農業高等学校
- 長野県下高井農林高等学校
- 長野県穂高商業高等学校
- 長野県松本県ヶ丘高等学校
- 日立市立大雄院小学校
- 埼玉県立越ヶ谷高等学校

その他、100校近い学校の校歌の作詞を手掛けた。

## 著作
著書
- 『浄瑠璃史』春陽堂 1900
- 『国文学史教科書』上原書店 1902.1
- 『源義経 歴史画譚』高野辰之(斑山) 正浩堂 1912.6
- 『歌舞音曲考説』六合館 1915
- 『日本民謡の研究』春秋社 1924
- 『日本演劇の研究』改造社 1926
- 『日本歌謡史』春秋社 1926
- 『歌舞演劇講話』宝文館 1929
- 『日本演劇史』啓明社 1933
- 『国劇史概観』春秋社 1934
- 『古文学踏査』大岡山書店 1934
- 『江戸文学史』東京堂 1935-1938 (日本文学全史)
- 『芸淵耽溺』東京堂 1936
- 『芸林逍遥』東京堂 1938
- 『芸海游弋』東京堂 1940
- 『面と狂言』東京堂 1942
- 『志士文学』東京堂 1942
- 『高野辰之作詞全国校歌集』豊田村 1996
- 『高野辰之青春の想い 師範学校当時の詩集より』豊田村 2001

## 関連作品
テレビ
- 『ふるさとを創った男　高野辰之物語』信越放送（1998年1月17日）※日本民間放送連盟賞（第46回ドラマ番組部門優秀）[7]

ラジオ
- 『心から心へ　時代を超えて　唱歌・故郷』信越放送（2012年4月8日）※日本民間放送連盟賞（第60回教養番組部門優秀）[8]

## 校注・編纂
- 『菅原伝授手習鑑 碁太平記白石噺』南茂樹共編 六合館 1911
- 『近松脚本集』南茂樹共編 六合館(演劇叢書) 1911
- 『伽羅先代萩 奥州秀衡遺目争論』奈川亀助・南茂樹共編 六合館(演劇叢書) 1911
- 『仮名手本忠臣蔵』南茂樹 六合館(演劇叢書) 1912
- 『家庭お伽文庫』春陽堂 1912-1913
- 『謡曲選』光風館書店 1921
- 『近松門左衛門全集』黒木勘蔵共編 春陽堂 1922-1924
- 『元禄歌舞伎傑作集』黒木勘蔵共編 早稲田大学出版部 1925
- 『評釈名曲選』冨山房 1926 (新型袖珍名著文庫)
- 『義士編』冨山房 1926 (新型袖珍名著文庫)
- 『近松歌舞伎狂言集』六合館 1927
- 『日本歌謡集成』春秋社 1928-1929
- 『国漢外語辞典』芝染太郎共編 宝文館 1930
- 『和英併用机上辞典』誠文堂新光社 1932

## 註釈
1. 1 2 3  権藤 2015, pp. 40–44, 第1部第2節 高野辰之の略歴.
2. ↑  CiNii(学位論文)
3. ↑  権藤 2015, pp. 44–75, 第1部第3節 高野辰之が語る研究歴.
4. ↑  権藤 2015, p. 501.
5. ↑  猪瀬直樹『ふるさとを創った男』日本放送出版協会、1990
6. ↑  市川健夫監修『信州ふるさとの歌集大成』一草舎出版、2008
7. ↑  公益財団法人 放送番組センター
8. ↑  公益財団法人 放送番組センター